# Zakraj (Bloke, Slovenija)
Zakraj je naselje u slovenskoj Općini Bloki. Zakraj se nalazi u pokrajini Notranjskoj i statističkoj regiji Notranjsko-kraškoj. 

## Stanovništvo
Prema popisu stanovništva iz 2002. godine naselje je imalo 5 stanovnika.